# The Mathematics Educator
The Mathematics Educator (TME) est une publication revue par les pairs dans le domaine de l'enseignement des mathématiques. TME est un journal produit par les étudiants et publié par la Mathematics Education Student Association (MESA) au sein du département de l'enseignement des mathématiques à l'université de Géorgie. MESA est une filiale du National Council of Teachers of Mathematics (en) (NCTM).
Le journal est paru pour la première fois en 1990, et il est apparu une ou deux fois par an depuis. Il accueille différents types de manuscrits, comme des rapports de recherche, des commentaires, des recensions de la littérature mathématique, des articles théorique, des critiques, des problèmes mathématiques, et des traductions d'articles publiés précédemment.